# Dois Irmãos das Missões
Dois Irmãos das Missões là một đô thị thuộc bang Rio Grande do Sul, Brasil. Đô thị này có diện tích 225,682 km², dân số năm 2007 là 2362 người, mật độ 10,47 người/km².